# C/1959 Q1 Alcock
C/1959 Q1 Alcock è una cometa non periodica scoperta il 25 agosto 1959 dall'astrofilo britannico George Eric Deacon Alcock; è la prima cometa scoperta da Alcock. Caratteristica saliente della cometa è la relativamente piccola MOID con il pianeta Marte.